# Teoria Kaluza–Klein
Teoria Kaluza–Klein este o teorie fizică, creată la începutul secolului al XX-lea de către fizico-matematicienii germani Theodor Kaluza și Oskar Klein și care prezintă electromagnetismul ca o nouă dimensiune, a cincea, a spațiu-timpului. Această nouă dimensiune ar avea topologia unui inel sau cerc microscopic, spre deosebire de celelalte patru dimensiuni.